# پایگاه هوایی آندریپول
پایگاه هوایی آندریپول (به انگلیسی: Andreapol (air base)) یک فرودگاه نظامی است که یک باند فرود بتن دارد و طول باند آن ۲۵۰۰ متر است. این فرودگاه در شهر آندریپول کشور روسیه قرار دارد و در ارتفاع ۲۲۹ متری از سطح دریا واقع شده است.